# ソビエト連邦の映画
ソビエト連邦の映画には、ソビエト連邦を構成する共和国によって製作された映画が含まれている。それらすべてはモスクワ中央政府によって統制されていたが、ソビエト以前の文化、言語、歴史的要素の要素を反映している。ロシア・ソビエト連邦社会主義共和国に続き、共和国の映画製作においてアルメニア、アゼルバイジャン、ジョージア、ウクライナが最も多作であり、次いでリトアニア、ベラルーシ、モルダヴィアも、それほど多くはないが映画を製作した。同時に、国の映画産業はソビエト連邦の歴史のほとんどの間を通じて完全に国営化されたものであり、映画に対する新たな理念である社会主義リアリズムを導入した独占的なソビエト共産党によって提唱された哲学と法律によって主導されており、ソビエト連邦ができる前または崩壊した後とでは異なる状況で映画が製作された。

## 始まり
ウラジーミル・レーニンは、映画を共産主義の方法、手段、成功を大衆に教育するための最も重要な媒体であると見なした。1919年8月27日、ウラジーミル・レーニンは映画産業を国有化し、「映画製作と公開に関するすべての管理が人民教育委員会に移譲された」。1922年1月17日、レーニンは「映画事業における指令」を発行し、人民教育委員会に映画事業を体系化させ、ロシア・ソビエト連邦社会主義共和国で上映される全ての映画を登録して番号付けすることとし、個人経営の映画館に対して賃貸料の徴収を行い、検閲の対象とした。1925年にすべての映画企業は合併し、ソフキノを結成した。ソフキノの下で、映画産業は非課税の恩恵が与えられ、映画関連における輸出と輸入のすべてを独占した。ヨシフ・スターリンも後に映画を最重要視した。
1925年、セルゲイ・エイゼンシュタイン監督の『戦艦ポチョムキン』が公開され、高い評価を受けた。この映画『戦艦ポチョムキン』は大胆に脚色され、またプロパガンダ的でもあり、プロレタリアートの美徳に関する党の公式見解を述べるものであった。同じ年に設立された「映画委員会」はバラージュ・ベーラ、ルドルフ・ハルムス、レオン・ムーシナックによる映画理論に関する重要な本の翻訳本を出版した。

## 1920～1940年代
1920年代、ジガ・ヴェルトフ率いるドキュメンタリー映画グループは、従来のニュース映画から「画像中心の宣伝映画」への先駆けとなり、ソビエトのドキュメンタリー映画の基礎となった。1920年代の典型的なものに、ヴェルトフによる話題の連載ニュース『キノ・プラウダ』と映画『進め、ソビエト！』があり、ドキュメンタリー映画における研究と成果がロシアと世界の映画撮影に影響を与えた。1920年代における他の重要な映画に、モンタージュ編集技術を使用し、古い帝国のドキュメンタリーを革命的テーマに再利用する『ロマノフ朝の崩壊』など、エスフィル・シュプの歴史もの革命映画がある。 1924年、映画製作者であるセルゲイ・エイゼンシュタインとレフ・クレショフは、「プロレタリアートのイデオロギーと芸術のニーズを満たす」ために初のソビエト映画製作者の協会である革命映画撮影協会 (ARK) を創設した。国が管理していたが、「この組織は1920年代後半まで政治的・芸術的見解の多元的共存主義によって特徴づけられた」。ウクライナの映画監督であるオレクサンドル・ドヴジェンコは、歴史ものの革命映画大作である『ズヴェニゴーラ』、『武器庫』と、詩的な映画の『大地』で有名であった。
1930年代に登場し、絶えず一貫して人気を博したジャンルはミュージカルコメディーであり、この形式に精通した人はグレゴリー・アレクサンドル（1903年-1984年）だった。彼は民衆を楽しませる一連のミュージカルにおいて、妻であり喜劇女優で女性歌手であるリュボーフィ・オルローヴァ（1902年-1975年）と共に創造的なパートナーシップを築いた。牧歌的な喜劇『ヴォルガ・ヴォルガ』（1938年）は興行的成功の点において『チャパエフ』だけに追い抜かれた。彼らの映画の空想的要素は、活気的な多数の音楽がモンタージュ編集の美学を復活させながら、社会主義リアリズムの境界線を広げることもあったが、このジャンルは現代の情勢を暗示することもあった。アレクサンドロフの1940年のミュージカル『ターニャ』では、オルロヴァは、賢い労働力節約の仕事法を改善した後、ソビエト産業の指導者の階級に昇進するつつましい人物を演じた。観客はこのシンデレラストーリーを題材にした映画の喜劇的要素を楽しみながら、職場での効率の価値についても学ぶことが出来た。
ソビエト連邦の経済が改善されたのにもかかわらず、映画制作は減少し続けた。1948年に閣僚評議会により可決された決議案により映画産業の機能はさらに滞った。この決議は映画産業の仕事を批判し、質より量に重点をおいたことはイデオロギー的な面において映画を悪化させたと示している。代わりに、評議会は制作されたすべての映画は共産主義思想とソビエト体制を促進するための傑作でなければならないと主張した。多くの場合、スターリンは新たに制作された映画が一般公開に相応しいものかどうかについての最終的な決定を下していた。共産党政治局の会合後、映画産業大臣のイワン・ボルシャコフはスターリンとソビエト政府の高級官僚のために映画を個人的に上映した。映画の内容における厳格な制限と、複雑で集中化された承認の過程によって多くの脚本家が遠ざかり、映画会社は1948年の決議で義務付けられた高品質の映画を制作することが非常に困難であった。

### トロフィーフィルム
第二次世界大戦後の映画館は、映画会社からの新たな作品の不足に対処する一方で、映画に対するソビエト連邦の観客の高まる欲求を満たす問題に直面していた。それに応じ、映画館は同じ映画を数ヶ月間繰り返して上映したが、上映された映画の多くは1930年代後半の作品であった。新しいものには何百万人もの人々が興行に引き込まれ、多くの映画館が外国の映画を上映し、より多くの観客を引き寄せた。これらの外国の映画のほとんどはトロフィーフィルムであり、第二次世界大戦でドイツと東ヨーロッパが赤軍によって占領された後、2000本のフィルムが国に持ち込まれた。 1948年8月31日のソビエト連邦中央委員会会議の最高機密会議録において、中央委員会は映画産業大臣にソビエト連邦でこれらの映画のうち50本の作品を公開することを許可した。この50作品のうち、ボルシャコフが公開を許可したのはのは主にドイツ、オーストリア、イタリア、フランスで制作された24作品だけだった。これ以外の26作品はほぼすべてがアメリカ映画で構成されており、個人上映でのみ上映が許可された。会議録には、許可されたドイツのミュージカル映画を記録した別のリストも含まれており、それらは主に有名なオペラを改作した映画だった 。トロフィーフィルムのほとんどは、1948年から1949年に公開されたが、奇妙なことに公開された映画のリストには、以前に中央委員会の公式会議録で言及されていないものも含まれている。
これらの公式に公開されたトロフィーフィルムの中には、1940年代のソビエト連邦の政府の理念にはそぐわないものもあった。こうした映画が公開された理由としては、戦後に国を建て直す際、映画は資金源にしやすいものと政府が見なしていたのではないかという推測もある。ソ連共産党中央委員会の会議議事録からするとこの推測は妥当と言えるものであり、一般公開と指摘上映により1年の間に国庫に75千万ルーブルの純利益が入ることになり、このうち25千万ルーブルは組合への貸し出しによるものだという指示が見受けられる。映画を公開する他に、委員会はボルシャコフとソ連共産党中央委員会宣伝部に対して「必要に応じて映画に編集による修正を加え、それぞれの映画に紹介文や注意深く編集した字幕をつけること」も課した。こうした映画は批判され、トロフィーフィルムを撲滅しようという反コスモポリタン運動も存在したものの、こうした映画がソビエト社会に相当な影響を与えたことははっきりしている。

## 1950～1970年代
1950年代から70年代までにはソ連で比較的盛んにウィリアム・シェイクスピアの戯曲が映画化されており、1955年にはセルゲイ・ユトケーヴィッチが『オセロ』を、ヤン・フリードが『十二夜』を映画化している。グリゴーリ・コージンツェフが1964年に撮った『ハムレット』と1971年に撮った『リア王』はとくによく知られている。1975年黒澤明がソ連で『デルス・ウザーラ』を製作。東ロシアの村を舞台にした同名人物の猟師デルスウ・ウザーラの冒険物語は、黒澤明唯一日本外の映画で当時日本やソ連でとてもいい評価を受けた。

## 1980年代
ペレストロイカとグラスノスチの政策により、以前の時代よりも検閲が緩和された。ソ連のノワールであるchernukhaとして知られるジャンルは、『小さなベラ』(ロシア語: Ма́ленькая Ве́ра)などの映画を含み、ソ連における生活のより残酷な側面を描いた。